# AR3D
AR3D（エーアールスリーディー）とは、スマートフォンのiOSとAndroid OSを搭載した端末、及び日本の携帯電話のフィーチャーフォンで動作する拡張現実におけるモバイルARの配信プラットフォームである。

株式会社デザイン百貨店（デザインヒャッカテン）が無償で提供している。また、本項ではその携帯電話向けバージョンと共に、インターネット向けバージョンについても記述する。

## 概要
AR3Dを起動すると、モバイル端末内蔵のデジタルカメラによって、認識対象物をリアルタイム処理にて識別し、トラッキング対象物として追従する。

認識対象物に関連する3Dコンテンツと呼ばれる付加情報（映像・3DCG・画像・音声）が、目の前の景色が画面上に映し出された上に、重ねて表示される。

3Dコンテンツはユーザーが自由に配信することができ、ユーザー間で共有される。

## 画像認識エンジン（モバイルAR）
画像認識エンジンは、コンピュータビジョンの分野ではマーカーレスARとも呼ばれている。

画像情報の中から対象を選別して取り出し、トラッキング対象物としてリアルタイム処理にて認識し追従するエンジンである。

## QRコードをトラッキングするエンジン（モバイルAR）
二次元バーコードのQRコードをQaRマーカーとして認識。

二次元バーコードを認識対象物として、バーコード情報内から関連する3Dコンテンツを絞り込み、トラッキング対象物としてリアルタイム処理にて認識し追従するエンジンである。

## AR3Dを使ったアプリケーションおよびサービス
- ION WATER AR
- 自販機AR